# Nicolas-Jean-Baptiste Laignier
Nicolas Jean-Baptiste Laignier est un homme politique français né le 30 novembre 1745 à Château-Porcien (Ardennes) et décédé le 5 octobre 1808 à Montfort-l'Amaury (Yvelines).
Avocat à Montfort-l'Amaury, il est député du tiers état aux États généraux de 1789 pour le bailliage de Montfort-l'Amaury.

## Sources
- « Nicolas-Jean-Baptiste Laignier », dans Adolphe Robert et Gaston Cougny, Dictionnaire des parlementaires français, Edgar Bourloton, 1889-1891 [détail de l’édition]